# ديفيد أوين دود
ديفيد أوين دود (بالإنجليزية: David Owen Dodd)‏ هو جاسوس أمريكي، ولد في 10 نوفمبر 1846 في مقاطعة لافاكا في الولايات المتحدة، وتوفي في 8 يناير 1864 في ليتل روك في الولايات المتحدة بسبب شنق.